# Phytomyza nigrella
Phytomyza nigrella este o specie de muște din genul Phytomyza, familia Agromyzidae, descrisă de Friedrich Georg Hendel în anul 1935.
Este endemică în Italia. Conform Catalogue of Life specia Phytomyza nigrella nu are subspecii cunoscute.